# Нощен патрул (филм)
„Нощен патрул“ (на руски: Ночно́й дозо́р) е игрален филм от 2004 г., заснет по едноименния роман на Сергей Лукяненко.
През 2006 г. излиза продължение „Дневен патрул“.

## Сюжет
По нощните улици е опасно, но не заради престъпници и маниаци. Там броди друга опасност – онези, които наричат себе си Различните. Вампири и върколаци, магьосници и вещици. Онези, които излизат на лов, когато слънцето залезе. Онези, чиято сила е огромна и срещу които обичайните оръжия не действат. Но тези ловци от векове са наблюдавани от други ловци – Нощния патрул. Той е призван да се сражава със създанията на мрака и да бди над хората, като при това строго спазва древния Договор, сключен между силите на Мрака и Светлината.

## В ролите
- Константин Хабенски — Антон Городецки
- Владимир Меншов — Хесер, ръководител на нощния патрул в Москва
- Виктор Вержбицкий — Завулон, ръководител на дневния патрул в Москва
- Мария Порошина – Светлана
- Галина Тюнина – Олга
- Дмитрий Мартинов – Егор
- Алексей Чадов — Костя Саушкин
- Юрий Куценко – Игнат

## Награди
- „Златен орел“ (2004): за най-добра работа на звукорежисьор.

## Саундтрак
- „Ночной дозор“ в изпълнение на група „Уматурман“ (текст Сергей Лукяненко, В.Кристовский; муз. В.Кристовский).